# Andrew Robinson
Andrew Jordt Robinson (ur. 14 lutego 1942 w Nowym Jorku), aktor amerykański.

## Wybrana filmografia
- Star Trek: Deep Space Nine (1999)
- Władcy marionetek (1994)
- Liberace (1988)
- Hellraiser: Wysłannik piekieł (1987)
- Kobra (1986)
- Maska (1985)
- Charley Varrick (1973)
- Brudny Harry (1971)
- CHiPs (1979)